# D.I.C.E. Awards
De D.I.C.E. Awards (tot 2012: Interactive Achievement Awards) worden sinds 1998 jaarlijks in het voorjaar uitgereikt door de Academy of Interactive Arts & Sciences voor de beste computerspellen die in het voorgaande jaar uitkwamen. De winnaars worden bepaald door stemming onder alle leden. D.I.C.E. staat voor Design Innovate Communicate Entertain.

## Categorieën
De D.I.C.E. Awards worden uitgereikt in de volgende categorieën:
- Game of the Year (spel van het jaar)
- Craft (buitengewone prestaties)
- Genre

Speciale categorieën zijn:
- Hall of Fame
- Lifetime Achievement
- Pioneer
- Technical Impact

## Uitgereikte prijzen
De volgende computerspellen zijn uitgeroepen tot winnaar in de categorie Game of the Year:
- 1998: GoldenEye 007
- 1999: The Legend of Zelda: Ocarina of Time
- 2000: De Sims
- 2001: Diablo II
- 2002: Halo: Combat Evolved
- 2003: Battlefield 1942
- 2004: Call of Duty
- 2005: Half-Life 2
- 2006: God of War
- 2007: Gears of War
- 2008: Call of Duty 4: Modern Warfare
- 2009: LittleBigPlanet
- 2010: Uncharted 2: Among Thieves
- 2011: Mass Effect 2
- 2012: The Elder Scrolls V: Skyrim
- 2013: Journey
- 2014: The Last of Us
- 2015: Dragon Age: Inquisition
- 2016: Fallout 4
- 2017: Overwatch
- 2018: Breath of the Wild
- 2019: God of War
- 2020: Untitled Goose Game
- 2021: Hades
- 2022: It Takes Two
- 2023: Elden Ring
- 2024: Baldur's Gate 3